# Phocoena sinus
La vaquita marina o cochito (Phocoena sinus) es una especie de cetáceo en peligro de extinción odontoceto de la familia Phocoenidae, una de las siete especies de marsopa. Mide 150 cm de largo y pesa hasta 50 kg. Tiene una distribución muy restringida.También es considerada una especie endémica de México en Baja California. Sus poblaciones han disminuido durante las pasadas décadas al punto de ser considerada en grave peligro de extinción. En el 2015, la población total era de noventa y siete individuos. En 2017 perdió el 67% de su población, quedando con menos de cuarenta individuos. A finales de 2018 y principios de 2019, se estimaba la existencia de entre diez y quince. Según WWF se está extinguiendo. Se han puesto en marcha medidas de conservación, pero la especie se considera en peligro inminente de extinción. El 18 de octubre de 2017 fue rescatada una vaquita marina de seis meses de edad; sin embargo, fue devuelta al mar por recomendación de los veterinarios expertos, quienes consideraron que la cría no podía estar separada de su madre. El 10 de noviembre de ese mismo año, científicos del Programa VaquitaCPR dieron a conocer resultados de operaciones en campo. Reportaron el avistamiento de individuos en ocho de trece días de labor en el mar. Registraron treinta y dos avistamientos, incluyendo probables individuos repetidos en el curso de un día. Es importante aclarar que estos avistamientos no representan un estimado de la población de vaquitas. Los eventos de avistamientos incluyeron de una a tres vaquitas a la vez, con promedio de dos vaquitas por grupo. En marzo de 2018, la situación se ha vuelto crítica y, según Andrea Crosta, de la organización protectora de animales "Elephant Action League", solamente se han podido detectar doce individuos nadando en el golfo de California, junto a la península de Baja California.

## Descripción
Es un cetáceo endémico de aguas mexicanas que habita en la reserva de la biósfera del alto golfo de California. La vaquita marina es uno de los cetáceos más pequeños del mundo. Así, en ningún otro sitio del mundo existe este sorprendente animal de 150 cm. que pesa hasta 50 kg. Una característica en esta especie es la apariencia sobresaliente de los labios. La parte superior del cuerpo es gris oscuro, la parte inferior es casi blanca o gris claro. Las aletas son proporcionalmente más grandes que en otras marsopas. Esta enigmática especie es muy tímida, y no salta como los delfines en la superficie del mar, sino simplemente emerge algunos segundos para tomar aire. Sumado a ello, la pesca con redes de "enmalle", lo que ha ocasionado que la vaquita marina se encuentre muy cerca de la extinción. Por lo que ver un espécimen vivo de la vaquita marina es casi imposible.

### Comunicación con otros cetáceos
Las vaquitas utilizan sonidos agudos para comunicarse entre sí (ecolocación) y para navegar en sus hábitats. Por lo general nadan y se alimentan a un ritmo pausado. Las vaquitas evitan acercarse a los barcos, suben a respirar lentamente y luego desaparecen de manera rápida. Estar ausentes en la superficie hace que sea difícil observarlas. Las vaquitas están generalmente solas, a menos que estén acompañadas de una cría, siendo menos sociales que otras especies de delfines. Las vaquitas pueden ser muy competitivas durante su etapa de apareamiento. Es la única especie perteneciente a la familia de las marsopas que vive en aguas calientes. Las vaquitas son depredadores no selectivos.

### Agregación
Como otras Phocoena, las vaquitas se suelen ver solas; si están juntas generalmente es en grupos pequeños de dos o tres integrantes y pocas veces en grupos de ocho a diez.

### Alimentación
Las vaquitas suelen buscar alimento cerca de las lagunas. Las diecisiete especies encontradas en el estómago de las vaquitas pueden ser catalogados como demersales o bentónicos especies que habitan en aguas poco profundas en el alto golfo de California. Las vaquitas son depredadores no selectivos de peces y calamares en esta área. Algunas de las presas más comunes son corvinas y truchas. Como otros cetáceos las vaquitas puede localizar a su presa, también les es posible localizar a su presa siguiendo los sonidos de sus movimientos.

### Ciclo de vida y reproducción

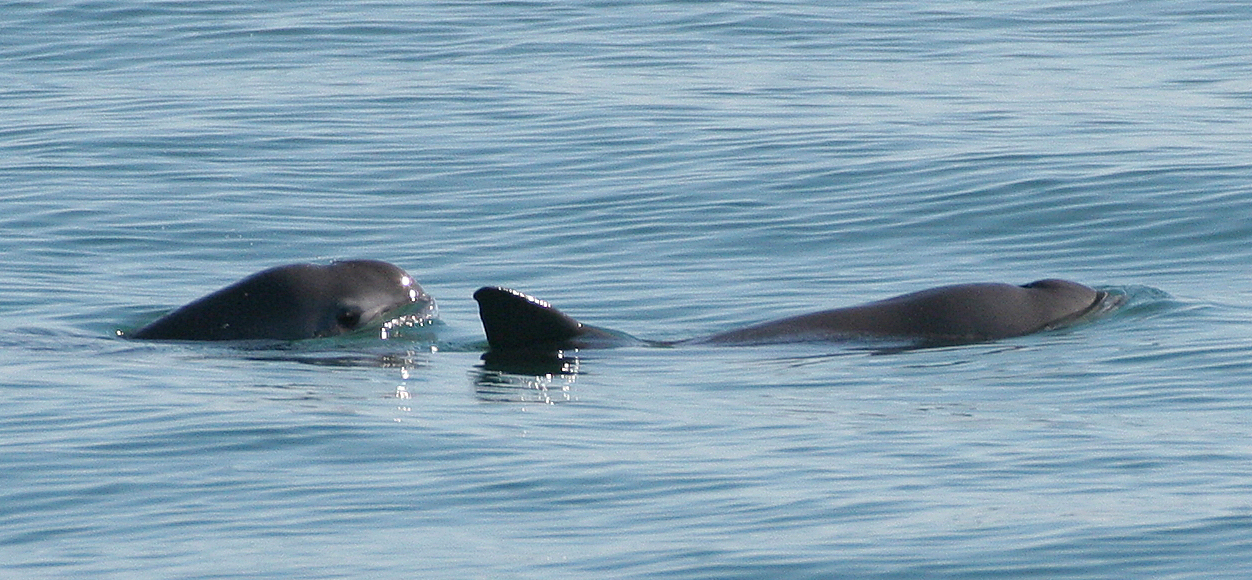
Un par de vaquitas marinas nadando juntas.

Se sabe poco acerca del ciclo de vida de las vaquitas. Los científicos siguen investigando muchas cosas, tales como su edad de maduración sexual, longevidad, ciclo de reproducción sexual y su interacción. Se han hecho suposiciones pero se necesita más investigación para establecer valores concretos, muchas de estas han sido estimadas debido al estudio de vaquitas que han sido abandonadas o atrapadas en las redes, otras se basan en investigaciones de otras especies de marsopas similares a la vaquita. 
Se cree que las vaquitas viven aproximadamente veinte años en condiciones ideales. Las vaquitas alcanzan su madurez sexual a los tres años, la reproducción ocurre durante finales de primavera o principios de verano, su periodo de gestación es de diez a once meses. Tienen reproducción estacional y llegan a tener una cría en marzo. El periodo entre nacimientos es entre uno y dos años, las crías son amamantadas alrededor de seis a ocho meses hasta que son capaces de valerse por sí mismas.

### Hábitat
Esta marsopa es endémica del extremo septentrional del golfo de California o mar de Cortés. Las vaquitas marinas viven en lagos poco profundos a lo largo de la costa, tanto que su espalda llega a sobresalir de la superficie del agua. La mayoría de las veces, la vaquita ha sido vista entre los 11-50 m de profundidad a unos 11-25 km desde la costa, sobre fondos de limo y arcilla, rara vez visto más allá de 30 km de la costa. Las vaquitas tienden a escoger hábitats con aguas turbias, porque poseen un alto contenido de nutrientes. Estos nutrientes ayudan a atraer pequeños peces, calamares y crustáceos que les sirven de alimento. Ellas son capaces de resistir las altas temperaturas del golfo de California.

## Conservación y amenazas

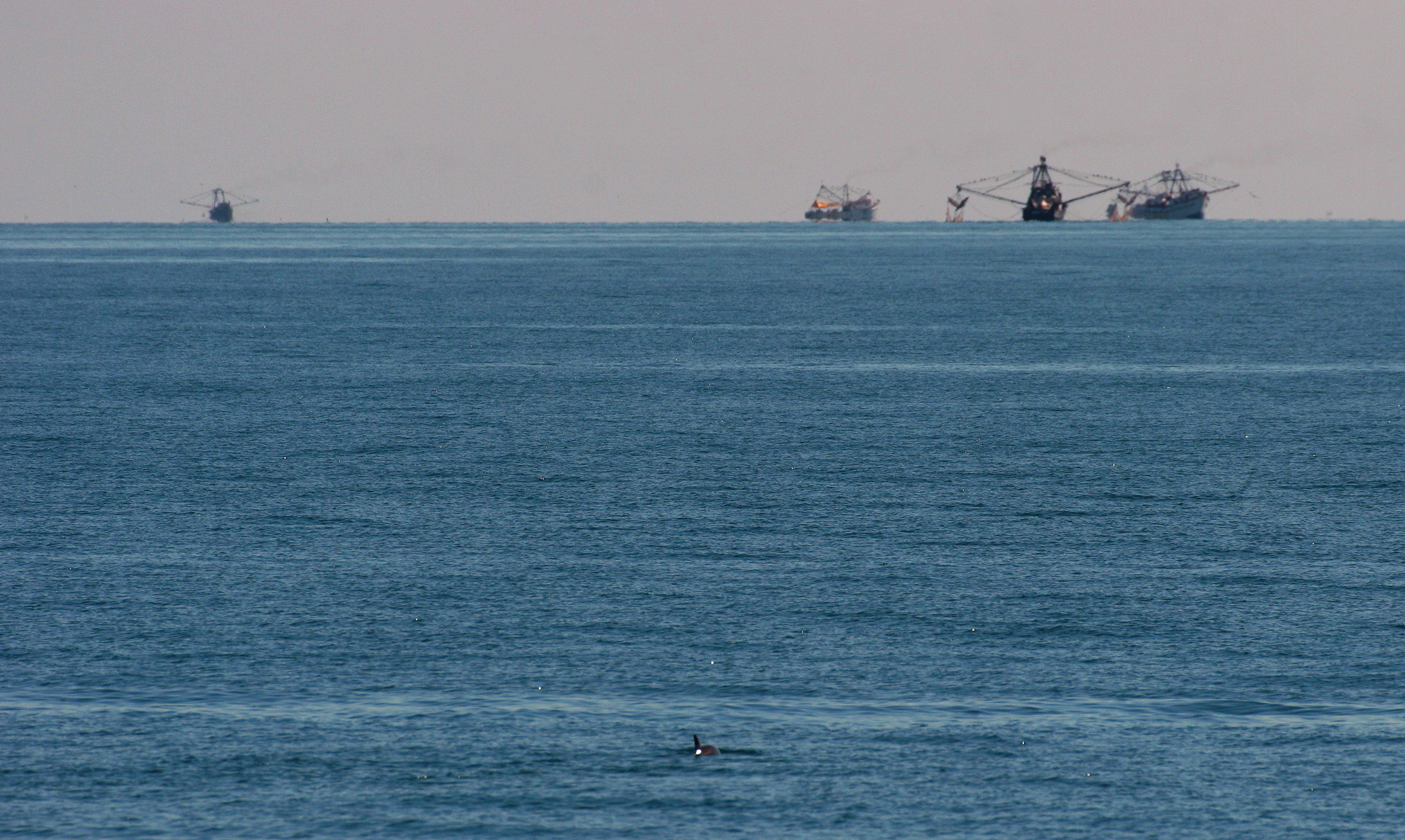
Vaquita marina nadando en primer plano, mientras que los barcos de pesca ejercen su oficio a la distancia.

La vaquita marina se considera en el más alto riesgo de extinción de ciento veintinueve especies de mamíferos marinos. La vaquita se encuentra clasificada como una de las cien especies de mamíferos del mundo en Evolutionarily Distinct and Globally Endangered (EDGE).  La vaquita es evolutivamente distinta y no tiene parientes cercanos. Estos animales representan uno de los tres que son prioritarios para hacer campañas de conservación. El EDGE of Existence Programme es un programa que hace el esfuerzo por la conservación de las especies en peligro. El gobierno de Estados Unidos ha listado a la vaquita bajo la Ley de Especies Amenazadas ('Endangered Species Act). La Unión Internacional para la Conservación de la Naturaleza y Convención sobre el Comercio Internacional de Especies Amenazadas de Fauna y Flora Silvestres la incluyen en la categoría de máximo peligro de extinción.
Se han puesto en marcha varias medidas, y organizaciones como el Comité Internacional para la Recuperación de la Vaquita realizan estrategias y acciones para salvar a este mamífero. Como se comenta: «Salvar al único cetáceo endémico de México, es un problema de toda la nación». La reserva donde se encuentra va desde San Felipe en Baja California, hasta Puerto Peñasco en Sonora.
La mayor amenaza es el uso indiscriminado de redes de enmalle para la pesca "pasiva" (chinchorros) intentando atrapar totoabas, el cual es un pez grande, que también se encuentra en peligro de extinción, y se localiza en el golfo de California. El comercio del pez totoaba (Totoaba macdonaldi) se debe a que su vejiga natatoria es muy apreciada en China.
En 1997 la población de vaquitas era de quinientas sesenta y siete. En el año 2000 se registró que el número de ejemplares estaba entre 150 y 300. La depresión endogámica podría empezar a afectar la adaptabilidad de la especie. En el 2014 la población se estimó en cien individuos. La recomendación que daban era prohibir el uso de redes de enmalle para hacer prosperar la recuperación de la vaquita marina. 
Según el comité, la población está disminuyendo a un ritmo del 18,5% anual y se necesitan, urgentemente, medidas adicionales para salvar la especie. Estas pueden ser la aplicación de la prohibición de la pesca con redes de enmalle en todo el hábitat de la vaquita marina, la adopción de medidas para eliminar la pesca ilegal de la totoaba y, con la ayuda de los EE. UU. y China, detener el comercio de las vejigas natatorias de la totoaba.
El 16 de abril de 2015, el presidente de México, Enrique Peña Nieto, anunció un programa para el rescate y la conservación de la vaquita y la totoaba, el cual incluye vedas y apoyo económico a los pescadores de la zona.
El Grupo Intragubernamental sobre la Sustentabilidad en el Alto Golfo de California (GIS) informa que ya está disponible en el portal de Internet la Secretaría de Medio Ambiente y Recursos Naturales la versión pública del Plan de Acción para prevenir la pesca y comercio ilegal de totoaba y proteger a la vaquita marina, para consulta de todas y todos los interesados.
El documento fue aprobado por el Comité Permanente de la Secretaría General de la Convención Internacional sobre el Comercio de Especies Amenazadas de Fauna y Flora Silvestres (CITES) el pasado 13 de abril y puesto en marcha de manera inmediata a través del GIS, destacando la colaboración de la secretarías de Marina, Medio Ambiente, Agricultura y Relaciones Exteriores, así como de la Comisión Nacional de Acuacultura y Pesca, el Instituto Nacional de Pesca, la Comisión Nacional de Áreas Naturales Protegidas y la Procuraduría Federal de Protección al Ambiente.
Consta de 7 líneas y 34 metas específicas:
1. Vigilar el cumplimiento efectivo en lo que respecta a los sitios autorizados de embarque y desembarque conforme al acuerdo regulatorio.
2. Impedir el ingreso de embarcaciones a la Zona de Tolerancia Cero (Zo) así como mantenerla libre de redes de enmalle junto con la Zona de Refugio de la Vaquita (ZRV).
3. Fortalecer las acciones de inteligencia para el combate a la delincuencia organizada transnacional sobre el tráfico ilegal de totoaba.
4. Implementar un Programa de artes de pesca alternativas y el Programa de marcaje y equipos de pesca para embarcaciones menores.
5. Monitorear la población de vaquita marina.
6. Concientizar sobre el comercio ilegal de totoaba y las consecuencias para la conservación.

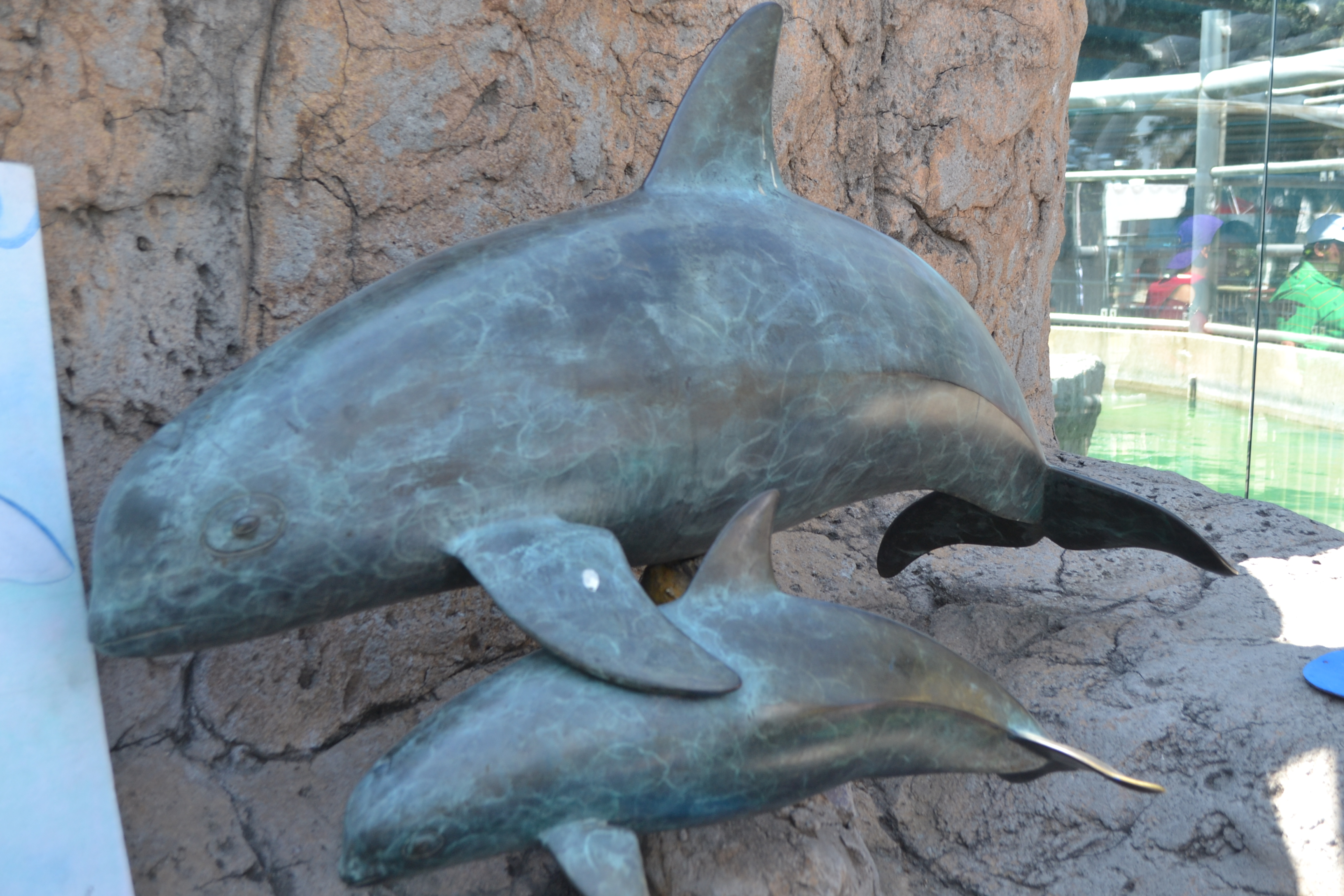
Estatua de vaquita marina

7. Estatua de vaquita marinaInstalar el Grupo de Contacto Trilateral para la aplicación de la ley en operación.

## Importancia en el ecosistema
Para el rastreo espacial y conductual de las especies, actualmente se utiliza el análisis de isótopos, principalmente de Carbono y Nitrógeno. Estos sirven para la construcción de movimientos, distribución, uso de hábitat y conductas alimenticias. Esta técnica permite generar las redes tróficas de las especie además de ubicarlas espacialmente, generando ISOMAPAS.
La vaquita marina se encuentra en el quinto nivel trófico, teniendo en cuenta los sedimentos de C y N. Anteriormente se creía que su alimentación era especializada,  es decir, de poca amplitud trófica. Recientemente se ha demostrado la diversidad de alimentos en la especie.
P. sinus se alimenta de especies pelágicas y bentónicas (Post, 2002) Pese a que el cetáceo se alimenta en un 87.5% de peces óseos de gran tamaño, seguidos por calamares (37.5%) y como componentes incidentales los crustáceos (12.5%) (Pérez-Cortés, 1996; Findley y Nava, 1996). El aporte de las especies bentónicas a la dieta de la vaquita es de gran importancia según los resultados del valor de  δ13C (-12.1‰±0.7‰) (Rodríguez, 2013). Lo cual reafirma la importancia de mantener las condiciones ambientales exactas para la especie.
Como depredador tope, se define a su nicho ecológico alto en supervivencia, pero su genética y los impactos socio-ambientales en escalas regionales y globales han condenado a la vaquita marina a su casi extinción. Sin embargo, recientemente diversos periódicos han escrito notas con encabezados optimistas. Mencionando el nacimiento de 3 vaquitas más, según Lorenzo Rojas (2017), coordinador del proyecto para la preservación de esta especie. 
El sustento de las áreas de conservación se debe al análisis del hábitat de los depredadores. En este caso la vaquita marina se ha caracterizado su hábitat espacial y ambiental. Prefiriendo las mareas y meses fríos. Lo cual para escenarios de cambio climático es clave en la reproducción y desarrollo de la especie. Desde los primeros niveles en la cadena trófica de la vaquita marina, se encuentra que desde δ13C y δ15N la abundancia del fitoplancton depende de la temperatura y batimetría (ibídem).

## Amenazas primarias
Actualmente, esta especie está en peligro de extinción y según informes recientes sólo quedan treinta individuos, por lo que se estimaba que para 2021 la especie podría quedar extinta. Esto se debe a que la vaquita queda atrapada en redes de enmalle ilegales, usadas para capturar al pez totoaba; especie en peligro de extinción y con alto valor en el mercado asiático, debido a que existen mitos en cuanto a sus propiedades.
Se han realizado estudios en el golfo de Santa Clara, uno de los tres puntos en los que viven las vaquitas marinas, dichos estudios indican que las redes de enmalle causan alrededor de treinta y nueve muertes de vaquitas marinas al año. Lo cual representa el 17 % de la población total dentro de este golfo.
Aun así si se prohíbe el uso de las redes de enmalle en las áreas de refugio de la vaquita marina, la cual contiene el 50 % del hábitat de la vaquita, la población seguirá en declive, lo cual sugiere que una completa prohibición del uso de redes de enmalle podría ser la solución para preservar a la vaquita marina.
Otras posibles amenazas son las alteraciones y contaminación del hábitat. El hábitat de la vaquita es pequeño y el suministro de alimento en el ambiente marino es afectado por la calidad y el nivel de nutrientes. El represamiento del río Colorado  ha reducido el caudal de agua dulce aportada al golfo, lo cual es peligroso para la vaquita. Además el uso de pesticidas tratados con cloro podría tener un efecto perjudicial. A pesar de estos posibles problemas, la mayoría de los cuerpos recuperados de las vaquitas no muestran signos de adelgazamiento o de estresantes ambientales, lo que implica que el declive de la población se debe mayormente a la pesca accidental.

## Amenazas secundarias
Aunque la mayor causa de mortalidad de la vaquita marina es la pesca accidental con redes de enmalle, los nuevos problemas que surgen hasta que la recuperación en la población de la vaquita marina sea cada vez más difícil.[cita requerida]
Con menos individuos en el hábitat habrá menos contacto entre diferentes sexos y en consecuencia la reproducción será menor. Lo cual ha reducido la variabilidad genética y genera un efecto de cuello de botella. Cuando esto ocurre los genes recesivos y dañinos se manifiestan, sobre todo en los recién nacidos. Además disminuye la adaptabilidad de las futuras generaciones.[cita requerida]

## Estrategias de conservación nacionales e internacionales
Debido a la considerable reducción del número de individuos de vaquita marina, el gobierno mexicano ha realizado múltiples esfuerzos de conservación de la vaquita marina, desde hace aproximadamente cuarenta años. El biólogo Fernando Rosales es uno de los primeros investigadores en centrarse en los estudios de las pesquería de Totoaba y Vaquita Marina en México.
Así mismo esta preocupación va más allá de las fronteras y capacidades del gobierno nacional, por lo que se han involucrado distintas organizaciones ambientalistas, además de políticas de conservación internacionales.

### Esfuerzos de conservación en México
| Reserva de la Biósfera del Alto Golfo de California y Delta del Río Colorado.                          | 1993 |
| Área de refugio de la vaquita para su protección y el Programa de Protección de Vaquita Marina.        | 2005 |
| NOM-059-SEMARNAT-2010. Especies en Peligro de Extinción.                                               | 2010 |
| Programa de Acción para la Conservación de la Especie: Vaquita (Phocoena sinus) (PACE-Vaquita).        | 2013 |
| Comisión Asesora de la Presidencia de México para la Recuperación de la Vaquita Marina.                | 2013 |
| Programa de Acción para la Conservación de la Especie: Vaquita (Phocoena sinus) (PACE-Vaquita)         | 2013 |
| Estrategia Integral para la Recuperación de la Vaquita Marina y la Totoaba.                            | 2015 |
| Convención sobre el Comercio Internacional de Especies Amenazadas de Fauna y Flora Silvestres (CITES). | 2016 |

## Políticas nacionales

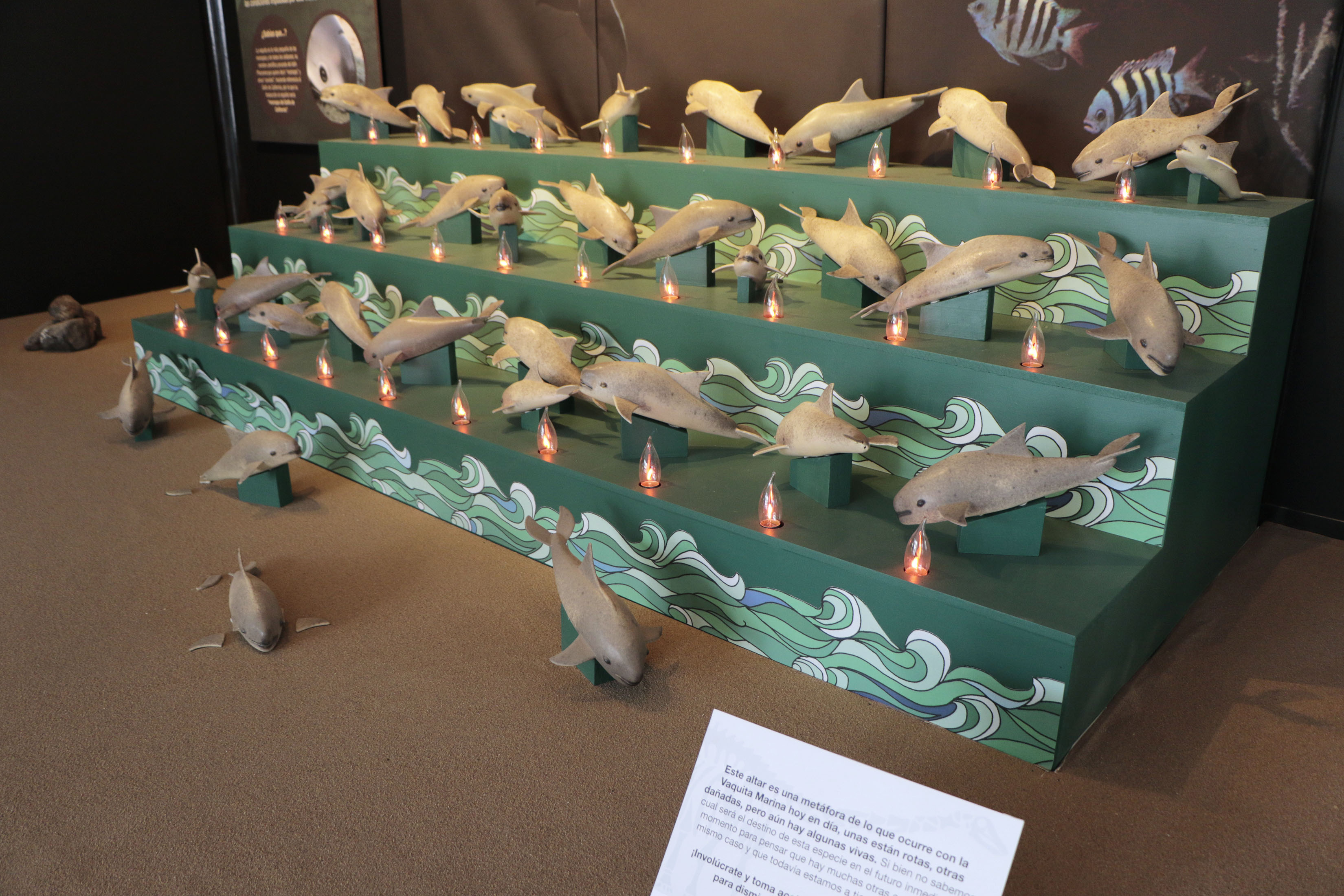
Exposición sobre la vaquita marina en el Museo de Historia Natural de la Ciudad de México.

#### Antecedentes de la problemática
En la década de 1980 se realizaron distintos estudios en mastozoología en el Alto Golfo de California. Los resultados demostraron que el número de individuos de vaquita marina atrapadas en las redes agalleras de la zona, estaba aumentando. Esta situación impactó en los grupos conservacionistas nacionales e internacionales, y atrajo la atención mundial hacia la vaquita marina.
Aproximadamente diez años después, la especie fue declarada en peligro de extinción, y catalogada como uno de los mamíferos marinos con alta prioridad en conservación, por la Comisión Internacional Ballenera.
En 1992 una crisis económica afectó a los pescadores ribereños de Sonora y Baja California. La pesca de camarón tuvo un decrecimiento, lo que generó disputas entre los pescadores locales. Las comunidades pesqueras exigían a las autoridades federales una solución que incluyera una mejora en la normatividad, para regular la extracción y asegurar la recuperación de los recursos pesqueros.
Los instrumentos con mayor impacto en la conservación de la vaquita marina han sido la Reserva de la Biosfera, y el Programa de Acción para la Conservación de la vaquita marina (PACE vaquita). En su implementación intervienen varias instituciones gubernamentales, como son CONANP, PROFEPA, SAGARPA y  CONAPESCA.

#### Reserva de la Biósfera del Alto Golfo de California
Fue establecida por decreto presidencial en junio de 1993, y su Primer Programa de Manejo publicado tres años después Su objetivo es “Conservar y proteger los ecosistemas representativos de la región, la biodiversidad, los procesos evolutivos, los hábitats de reproducción, desove, migración y alimentación de especies marinas de importancia ecológica y comercial y, sobre todo, las especies endémicas y/o en peligro de extinción como la vaquita y la totoaba”.
No obstante, los esfuerzos de la Reserva de la Biósfera se han visto obstaculizados por: el presupuesto federal destinado es insuficiente; limitada disponibilidad de servidores públicos como inspectores, personal técnico, personal operativo; artes de pesca propias de la región; vedas y decisiones externas que impactan en el manejo de los recursos naturales.

#### Programa de Acción para la Conservación de la Vaquita Marina
Es un instrumento de política pública del gobierno federal que surge de la necesidad de prioritaria a nivel mundial para preservar la vaquita marina. Su objetivo es promover la protección y conservación de la especie y su hábitat. Es también una respuesta a la gran presión por parte de grupos ambientalistas entre ellos: Centro Mexicano de Derecho Ambiental  (CEMDA), Defenders of Wildlife, Greenpeace y el Comité Internacional para la Recuperación de la Vaquita Marina (CIRVA).
Para lograr sus objetivos PACE-vaquita apuesta por la reconversión tecnológica y productiva de la región del Alto Golfo de California. Así mismo, pretende implementar una pesca de camarón de bajo impacto ambiental, para permitir la recuperación de la población de vaquita marina. Estas acciones fueron tomadas por la relación encontrada entre las viejas artes de pesca y la captura incidental de vaquita marina.
Los apoyos de este programa se realizan en el área de la Reserva de la Biósfera del Alto Golfo de California y Delta del Río Colorado. De acuerdo con datos oficiales, el presupuesto ejercido fue de $37,246,468.00. El 0.2% de las acciones realizadas fueron enfocadas a proyectos de reconversión productiva, el 10,4% a reconversión tecnológica, 12,7% en actividades de pesca responsable de camarón, 8,4% para suspensión de pesca de camarón con chinchorro de línea y 68,3% en actividades de conservación de la biodiversidad. Para recibir un apoyo era necesario contar con un permiso vigente expedido por CONAPESCA.
Finalmente, se ha documentado que la presencia del PACE mejoró la regulación de la actividad pesquera en la región del Alto Golfo de California.[cita requerida]

#### Establecimiento del Área de Refugio para la Protección de la Vaquita Marina
Fue establecida en 2005, y establece las condiciones de conservación y manejo a las que deberán sujetarse las obras y actividades que se realicen en el área de refugio establecida (DOF 29-12-2005). Sus objetivos coinciden con los establecidos para la Reserva de la Biósfera del Alto Golfo de California y Río Delta Colorado.
Este programa pretende ser integrador, por lo que se formuló partiendo de un diagnóstico socioeconómico, pesquero, y de la situación actual de la vaquita. Entre sus estrategias se encontraban los subsidios, los cuales fueron otorgados a pobladores de San Felipe, Santa Clara y Puerto Peñasco. De esta forma se buscaba impulsar actividades de conservación de la biodiversidad, la transformación de artes de pesca y el desarrollo de procesos productivos alternativos.

### Esfuerzos a nivel internacional
En el ámbito internacional, las acciones llevadas a cabo en pro de la protección y conservación de Vaquita son, principalmente, su incorporación como especie en la categoría de máximo peligro de extinción en la lista roja de la UICN en 1978; así como su inserción al ESA del gobierno estadounidense en la categoría de especie amenazada.
Por otro lado, se suman a la lista de acciones internacionales, los acuerdos y planes bilaterales y trilaterales entre los países involucrados. Por ejemplo, la creación y puesta en marcha en 2008 de los planes PAANC y NACAPs. Así como la aprobación del resolutivo en 2007 por parte de la CBI; en el cual exhorta a México a intensificar los esfuerzos e invita los países del mundo a brindar apoyo a México, desde la asistencia financiera, así como en la técnica, en monitoreo y en investigación, con la intención de reducir a cero la captura incidental de vaquita.
Se debe agregar que, recientemente en septiembre de 2017, se llevó a cabo la Reunión Trilateral China, Estados Unidos y México sobre el combate al tráfico ilícito de pescado Totoaba Macdonaldi en Ensenada Baja California, organizada por SEMARNAT. En la cual se establecieron los siguientes acuerdos:
- Intercambiar prácticas y experiencias para una cooperación efectiva en la detección y detención de las redes de tráfico y comercio ilegal del totoaba.
- Aprovechar el marco legal internacional para potenciar las investigaciones relacionadas con este delito.
- Incrementar la capacitación de los agentes aduanales para identificar al pez mexicano y demás especies protegidas por leyes internacionales.
- Formalizar la declaración de una intención de cooperación internacional mediante documentos legales, como un memorándum de entendimiento.

## Impactos del cambio climático

### Pérdida de la diversidad
En la actualidad, la mayoría de los ecosistemas perjudicados presentan cambios en sus características bióticas y pérdida de biodiversidad debido a acciones humanas. Las principales actividades que amenazan dicha biodiversidad son: el cambio de uso de suelo, el crecimiento de la infraestructura urbana y la sobreexplotación de los recursos naturales. Hasta el 2012, en el mundo se han descrito alrededor de 1.7 a 2 millones de especies de las cuales 19,817 están dentro de alguna categoría de riesgo.
En México, se enlistan 2,486 especies en alguna categoría de riesgo según la NOM-059-SEMARNAT-2010. Siendo la pesca y la caza furtiva, las principales fuentes de pérdida de biodiversidad. Un ejemplo de esto, es la actual disminución en los individuos de la Vaquita Marina.

## La vaquita marina y el cambio climático
Ante los efectos del cambio climático, la mayoría de las especies tiene que migrar hacia zonas donde la temperatura y precipitaciones sean favorables, así mismo, tienen que competir con otras especies ya establecidas. Estos desplazamientos y competencias podrían, en algunas áreas naturales protegidas, determinar espacios diferentes de los que inicialmente se pretendían proteger. En algunos casos, los efectos del cambio climático sobre las áreas protegidas se ven incrementados por factores de origen antropogénico.
La vaquita marina cuenta con un hábitat pequeño y un suministro de alimento que depende del nivel de nutrientes en el agua. Una de las amenazas a su supervivencia es el represamiento del río Colorado, que ha ocasionado la reducción del caudal de agua dulce aportada al golfo. A pesar de este problema, la mayoría de los cuerpos recuperados de las vaquitas no han mostrado signos de adelgazamiento o malnutrición, lo que implica que la disminución en la población se debe mayormente a la pesca accidental

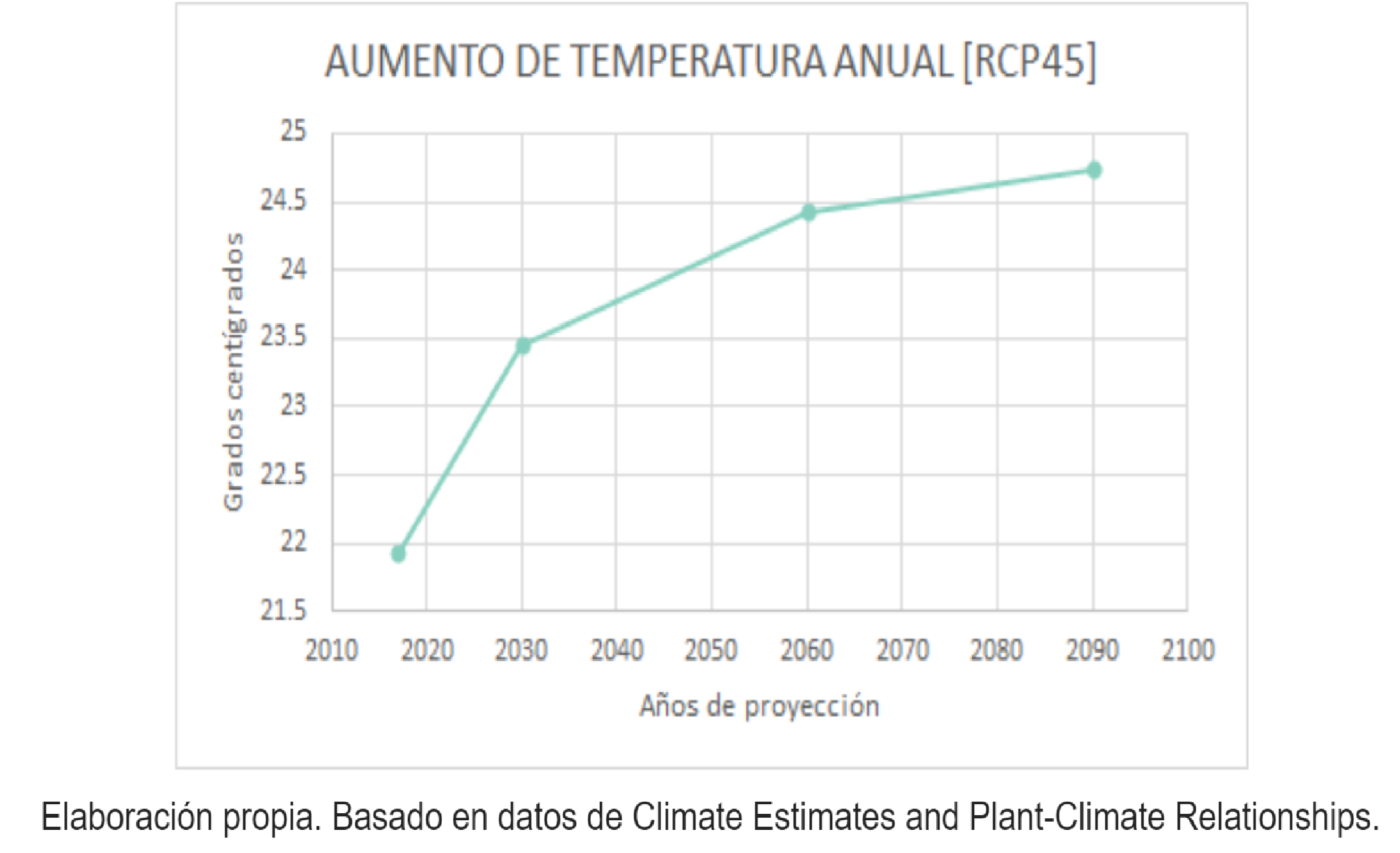
Gráfica del aumento de la temperatura anual en el hábitat de vaquita marina, en el escenario RCP 4.5.

Al reducir el número de individuos en el hábitat, lo hará también el contacto entre diferentes sexos y en consecuencia la reproducción será menor. Lo cual disminuirá la variabilidad genética y generará un efecto de cuello de botella. Si esto sucede, los genes recesivos se manifiestan en los recién nacidos, disminuyendo la capacidad adaptativa.

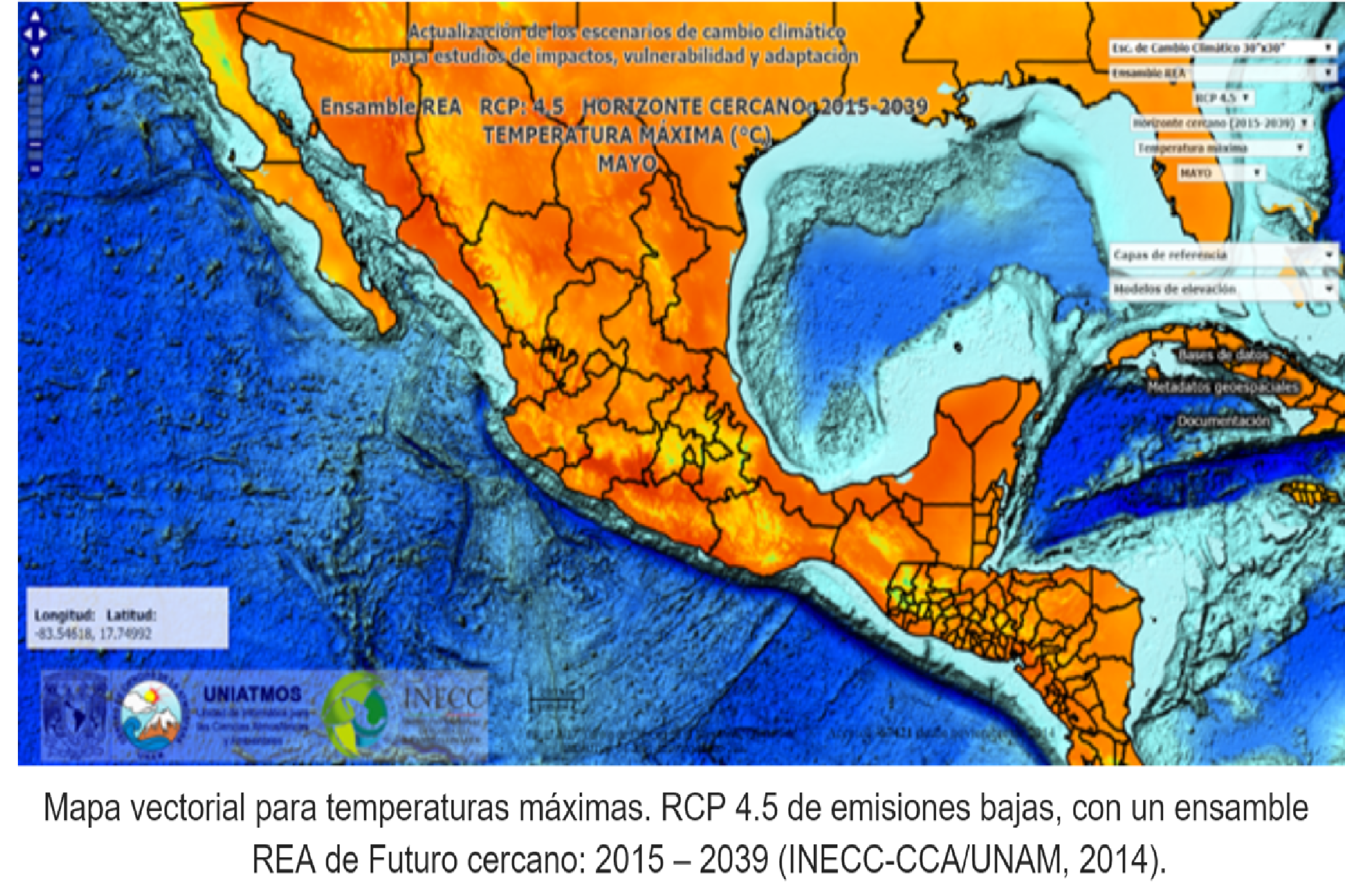
Mapa vectorial para temperaturas máximas. RCP 4.5 de emisiones bajas, con un ensamble REA de Futuro cercano: 2015 – 2039 (INECC-CCA/UNAM, 2014).

Como consecuencia del calentamiento global, las temperaturas óptimas para la supervivencia de la vaquita marina serán afectadas. Para este análisis, se consideró  el escenario de Caminos de Concentración Representativos 4.5 (RCP por sus siglas en inglés) generado por el Panel Intergubernamental de Cambio Climático (IPCC por sus siglas en inglés) el cual considera un aumento y efecto medio de las emisiones de carbono. Siendo así, la zona del Golfo Alto aumentará su temperatura anual alrededor de 2 °C en un ensamble de futuro cercano (año 2030).
También se utilizó la plataforma web del Instituto Nacional de Ecología y Cambio Climático (INECC) el cual contiene cuatro modelos de circulación general y ensamble ponderado REA, generando escenarios de cambio climático regionales para estudios de impactos, vulnerabilidad y adaptación. En el mapa vectorial generado por esta plataforma, se muestra la variación regional de las temperaturas máximas en un futuro cercano hasta 2030, evidenciando la amenaza para la supervivencia de vaquita marina.